# いつか海に行ったね
いつか海に行ったねは、久美沙織による小説。祥伝社文庫への書き下ろし。文庫上の分類は「ホラー小説」。2001年11月10日初版発行。2001年10月26日発売。新種の真菌によるパンデミックと、その治療法の副作用で日光を浴びられなくなる人類を描いた中編小説である。

## あらすじ
小学二年生の小中千博と、高山永治は、夏休みの宿題として小中千博が行けるはずのない「昼間の海」に行った思い出を書いたとして喧嘩になる。だが、小中千博は夏休みの思い出としてではなく、もっと幼い頃のいちばん楽しかった思い出として海に行った思い出を描いたのであった。そして、その思い出の中にいる千博の母と従姉、そして叔父は亡くなっており、父も病床にあったのだ。喧嘩の仲裁のため紫外線ランプの灯る校長室に二人を呼び出した校長は、その絵日記を見て、かつて自分も海に行ったことを思い出し、人類が昼間の世界に生活できなくなったことを嘆く。話はおよそ10年昔に遡る。
1996年10月、関谷光伸は癌に侵されていたが、寛解期を迎えた秋に強引に退院し、趣味でありライフワークでもある白鳥の写真を撮るために福島県のダム湖に向かった。白鳥は見つからず、見つけたのは雁の死骸であった。弔おうと持ち上げた雁の嘴からは黒い水が漏れる。
1997年2月、群馬県高崎市に住む守口真紀子は立て続けに自分を襲う身内の不幸に憔悴していた。夫である関谷光伸が死に、胎児は6ヶ月で流産し、父は亡くなり母も病気で弱っていた。真紀子が住むセブンス・マンション倉賀野では老人が暮れから7人死んでおり、喘息の悪化する子供もいたため、小学生から「葬式マンション」の異名をつけられていた。1997年6月に真紀子の母親も亡くなり、憔悴しすぎた真紀子は発作的に飛び降り自殺する。
1997年4月、新潟日報で文化部の記者を務める小中博行は、地元の愛鳥家・長嶺安雄から情報提供を受け、鳥類の大量死事件を取材する。大量死の原因として複数の原因が疑われる中、長嶺から1960年にイギリスで家禽の大量死事件を起こした麹カビの例が挙げられる。センセーショナルな事件として小中は麹カビを原因と決めつけた記事を書くが、新潟日報の大株主であり大スポンサーでもある酒造会社への配慮もあり、記事は公開されることなくボツにされる。
1997年5月、豊島区南長崎のマンションオーナーである舟和高徳は、管理人が怪しんだことをきっかけに、応答のないマンションの一部屋に合鍵で入る。室内では果たして住人が亡くなっており、舟和は救急と警察の両方に通報する。
1997年6月、練馬の方のマンション自宅で亡くなった独居老人の遺体が駒込法医学センターの剖検に回される。監察医の鹿又綾子と弟子の武田慎吾は、一見健康そのものの死体ながら肺に結核の嚢腫のようなものを見つけ、中に黒カビが詰まっていたことを発見する。7月、千葉県鴨川の国立真核微生物研究所に送られた検体の分析結果が返ってきて、カビの正体がアスペルギルスの新種であることが判明する。アスペルギルス症は家禽に発生することのある病気だったが、経済動物に関する治療法は存在せず、隔離と焼却廃棄による衛生管理が推奨されていた。
1997年8月、旧盆のために小中博行は妻の雪乃と娘の咲良を連れて小樽の実家に戻る。食事の最中、群馬の呪われたマンションの話題がテレビに取り上げられ、博行は興味を持つが特に捗々しい情報は出ない。酒造会社のバイオ事業部門に務める博行の兄、博匡は、いったんはレジオネラ菌の関与を疑う。博行は新潟日報の死亡欄を元に、鳥類大量死事件の起きた瓢湖の周辺で死亡者が大量発生していることに気付いたことを博匡に話す。
1997年9月、絶滅危惧鳥類の保護を行っている施設ならアスペルギルス症への対処を行っているはずと考えた武田慎吾は、埼玉県蓮田市のこども動物園でアスペルギルスに侵されたノスリが保護されていることを知る。動物園の飼育係、倉巻はヴェルサイユの野鳥リハビリセンター経由で治療薬の書かれた洋書を取り寄せていた。武田はそれを読み、同じ本を取り寄せようと決意する。同じ頃、舟和は恵比寿ガーデンタワーのマンションで黒いカビに侵されていた。孤独を感じた舟和は話だけでもしたいと風俗嬢を呼び出すが、死相の出た変わり果てた姿に驚かれ逃げられてしまう。
1998年6月、和歌山で開かれた化学療法学会に向かった博匡は、新種のアスペルギルス症に効く薬を探している最中に妻の千佳から電話を受ける。電話の内容は妊娠と、アスペルギルス症の流行の中、産むことを悩むものであった。新種のアスペルギルス症にも効く薬・アムホテリシンBは既に存在していたが、その薬には重大な副作用が含まれており、別の薬が望まれていたが見つかっていなかった。
1998年12月、武田は国立真核微生物研究所のP4区域に隔離された鹿又綾子と面会する。アムホテリシンBを投与され、副作用として強烈な光過敏症になった鹿又はほとんど暗闇の中で生活していた。国ではアムホテリシンBと紫外線灯の確保を巡って喧々囂々の議論が続いていた。鹿又はネットで見つけた、グリーンランドの氷河に埋まっていた鳥の死骸の話をし、新種のアスペルギルスがこの鳥の死骸由来ではないかと話す。
1999年7月、日本政府は緊急発表を行った。
その後、千博は父に背負われ、母と叔父と従姉と共に、北海道の海岸に向かう。

## 登場人物

### 小中千博とその周辺
小中千博
物語の発端となった小学生。小学2年。幼い頃家族と海に行った思い出を絵日記に書き、クラスメイトと喧嘩になる。
高山永治
小中千博の同級生。夏休みには行けるはずのない「昼間の海」を思い出に描いた千博を卑怯だと罵り、喧嘩になる。
校長
小中千博と高山永治が通う全校生徒259人の小学校長。物語の登場時点で、この時代の平均寿命である42歳。担任の花山誠子がスキャンした絵日記を見て、かつて自分も昼間の海に行ったこと、もう行くことも出来ないだろうことに思いをはせる。

### 守口真紀子とその周辺
関谷光伸
砥部建設の営業社員を務める男性。29歳の梅雨時に癌の宣告をされ、数ヶ月の闘病を経て緩解する。式なしで入籍した妻を愛し感謝しており、両親に孫の顔を見せたいとも思っている。母親は関西育ち。妹がいる。鳥、とりわけ白鳥の写真を撮ることを闘病の目標にするほどの生きがいにしているが、真面目に取り組んでいなかったこともあり、これまで傑作が撮れたことはない。緩解時、無理をおして撮影に行った福島県石川郡の千五沢ダム湖畔で、死んだ雁を見つける。
守口真紀子
関谷光伸の妻。年齢は20代半ば。夫の遺言で、死後旧姓に戻している。夫の死後、順調に育っていた胎児を妊娠6ヶ月で流産し、実家に戻ったところさらに父親も急死する。父親の死後、父の勤めていた繊維会社の社宅を追い出されることになり、高崎市のセブンス・マンション倉賀野902号室に母親共々引っ越すが、母親も病床にあり、思いがけず出費も多く精神的にも追い詰められているが病気の発症はない様子。母親の急死後、発作的に飛び降り自殺し、住んでいたマンションは「呪われたマンション」としてテレビなどで注目を浴びる。
守口佑子(祐子)
守口真紀子の母。夫の死後、やはり夫と死別して実家に戻ってきていた娘の真紀子と共に高崎市のセブンス・マンション倉賀野に引っ越すが、ほどなくして喘息のような病気を発症する。その後、急性胃ガンで死亡する。
田沼
セブンス・マンション倉賀野の管理人。通いの管理人であり、早朝には在室していない。
大橋・広沢・山崎・野呂田・鈴木・片貝・栗山・宮治
セブンス・マンション倉賀野の住民。広沢のおばあちゃんはマンションが物語に出てくる直前に死亡、片貝の下の子供は喘息のような症状が悪化して入院しており、住民は暮れから2月にかけて7件も死亡が続いたことから名付けられた「葬式マンション」という噂に恐れおののいている。宮治は守口真紀子の隣家の住民で、発作的に自殺しようとしていた真紀子を止めようとするが、逆に本人の体がフェンスを越えるための踏み台になってしまった。
タクシー運転手
母親の死直後の守口真紀子をマンションまで運んだ運転手。真紀子の母親の死を「珍しいことではない」と慰めるが、真紀子には届かなかった。真紀子がフェンスによじ登ろうとするのに気がついて大騒ぎする。

### 小中博行とその周辺
小中博行
新潟日報文化部の記者を務める男性。物語の始まる1年前、1996年の夏までに雪乃とできちゃった結婚をしている。新潟県西蒲原郡瓢湖の鳥類大量死事件の原因が麹カビではないかと疑った記事を書くが、記事は報道されないまま終わり、納得できず瓢湖周辺の死亡記事を探す。後に、千博と海に行くことになる。
長嶺安雄
日本野鳥愛好会蒲原支部の支部長。瓢湖での野鳥観察会で鳥の大量死を発見し、調査を求めて新潟日報に連絡する。レクチャーは的確で、野鳥や自然環境を愛している様子であり、支部長は単なる名目上のものではないと小中博行は感じる。メンソール煙草を吸う喫煙者。小中博行が継続取材の途中で連絡する直前、1997年の7月に急性の癌で死亡する。
沖田晴親
新潟日報文化部のデスク。ハイライトを吸う喫煙者。小中博行の書いた記事を揣摩臆測として一蹴し、仮に事実だとしても社長の奥さんの実家である酒造会社をはじめ全国の酒造業界を敵に回すとして没にする。
小中博匡
小中博行の兄。大学で研究していたが、4年ほど前に引き抜かれ、旭川にある碓井坂下発酵株式会社のバイオ事業部門で働いている。博士号を取得している。毎年8月の旧盆には、弟共々小樽の実家に、未亡人でひとり暮らしの母を訪ねに帰っている。カビによる新しい病気が世間的に都市伝説と思われている時期から新型アスペルギルス症の特効薬を探しに和歌山で行われた日本化学療法学会にも参加するが、見つけられずに終わる。後に息子、千博と海に行くことになる。
小中雪乃
小中博行の妻。金髪。自分の名前をダサいと嫌っており、その反動で顔黒にしている。博匡によれば屈託がない、千佳(後述)によれば、明るくて陰日なたのなく、みかけよりよほどしっかりしているひと、とのこと。
小中咲良
博行と雪乃の娘。命名は雪乃によれば"博行が聞いてきた占いのセンセー"によるもの。後に、千博と海に行くことになる。
小中千佳
小中博匡の妻。真美子とリヨという友人がいるが、結婚式を境に縁が遠くなっている。博匡との間に子を授からないのを気にしていたが、物語の終盤で妊娠がわかり、性別すらわからない前にチヒロと名付ける。後に、その千博と海に行くことになる。
母
博行と博匡の母。作中で名前は明らかにならない。小樽にひとり暮らししている未亡人。派手な服を来て実家に結婚報告に来た雪乃のことを怒ったり愚痴ったりしていたが、千佳はそれが子供の出来ない自分に対する気遣いであると感じていた。

### 舟和高徳とその周辺
舟和高徳
都内に優良不動産を多く抱える、舟和不動産の跡取り息子。茶髪。愛車は黒のベンツSL。高貴な色であり何にも染まらないとして黒を愛しており、居住している恵比寿ガーデンタワーのマンション寝室のベッドも黒革と黒サテン。父親はクモ膜下溢血で亡くなっており、夫婦仲の冷え切った母親のことも気に入ってはいなかった様子だが、今際の際に母親の思い出に縋る。
秋山
舟和高徳の所有する南長崎のマンションの住み込み管理人。管理人になる以前に勤めていた鉄鋼メーカーはリストラを前に早期退職しており、岩手方面のものと見られる強い訛りがある。心濃やかで目配りの行き届いた管理人だが、都会の人間の態度に疲れ果てて、妻ともども住み慣れたいなかに帰りたいと思っている。30歳になる息子がいる。
白井
南長崎のマンション306号室の住人。2週間姿を見せないと秋山が不審に思い舟和高徳に連絡をする。もと教員で、ひとり暮らし。退職後もバードカービングをするなど文化教養に溢れた生活をしていた。舟和高徳が合鍵で部屋に入り、死んでいるのを発見する。

### 武田慎吾とその周辺
武田慎吾
三重県の開業医である武田病院の三男坊で末っ子。実家は泌尿器科医で婿養子の父親に消化器内科の母親と、医師一家であり、長兄は脳外科医、次兄は産婦人科医としてそれぞれの出身大学病院で働いている。成績は兄弟のなかでも一番良いが、病院を継ぐよりは監察医になりたいと考える。その後監察医で孤高の才人と言われる鹿又綾子教授のことを論文で知り、学閥とコネの壁を越えるために懇願し、家族総出で最高級松阪牛や商品券を送るなどし、弟子入りを許可され、同級生や先輩医師、幼馴染の女性などに呆れられながらも上京している。
鹿又綾子
武田慎吾が師と仰ぐ監察医。東京都駒込法医学センターで剖検を行う。唯一の愛弟子である武田慎吾とは母親というより祖母というくらいの年齢差がある。ひとり暮らし。剖検の場には数珠を持ち込み、検査の最中も般若心経を諳んじている。新型アスペルギルスの発見者として、その真菌をアスペルギルス・フルミネンセと命名する。新型アスペルギルスに感染するが、アムホテリシンBを投与されれば菌の繁殖を抑えられることを身を持って実証する。
有坂
国立真核微生物研究所で働く博士。武田が送った検体からアスペルギルスを複数見つけ、さらにそのうちの1つが新種のものであることを鹿又に報告する。
倉巻
蓮田市のこどもげんき動物園で働く飼育員。アスペルギルス症になったノスリの治療のために、ヴェルサイユの野鳥リハビリセンターに勤める知人の勧めで猛禽類の医学と取り扱いに関する専門書「Bird of Prey Medicine and Management」を購入する。

## 謝辞と参考文献
この小説の巻末には、謝辞と重要参考文献に関する記載がある。
第一稿は帝京大学理工学部バイオサイエンス学科の相澤慎一教授と作家の瀬名秀明氏が読み、彼らから助言をもらっているとのことである。剖検については、匿名の医学関係者から資料提供されている。「ヒトと動物の関係学会」理事である波多野鷹(久美沙織の夫)とは長時間のディスカッションを行っており、アスペルギルスの名を久美沙織にもたらしたのも彼である。その他に物語がフィクションであり、いかなる個人・団体をも傷つける意図がないこと、当時知られていた事実に則って「恐ろしくはあるが、ありえなくはない」事態を推測すべく心がけたつもりであること、しかし小説的効果のために意図的に誇張して描いた部分もなくはないことが示されている。
記載されている重要参考文献は以下の通り。
- 「ヒトに棲みつくカビの話」宮治誠(千葉大学真核微生物研究センター) 草思社 ISBN 978-4794206183
- 「新編 獣医ハンドブック」養賢堂[注釈 3] ISBN 978-4842588056
- 「ホット・ゾーン」リチャード・プレストン 飛鳥新社 ISBN 978-4870311992 (上巻) ISBN 978-4870312005 (下巻)
- 「Bird of Prey Medicine and Management」Manfred Heidenreich, Yvonne Oppenheim訳 1995ドイツ語版、1997英語版 ISBN 9780632041862

うち、参考文献として挙げられているWebサイトは以下の通り。
- 「モンゴルにおける家畜大量餓死の真相について」日本獣医師学会
- 「最強の発ガン物質のお話」フジテレビ
- 「新種ワクチンの発見について」宝酒造

「アスペルギルス」「アフラトキシン」「抗生物質」の単語で検索をかけて発見した多数のサイトからもデータやヒントをもらっているとのことである。

## 反応
書評サイト「読書メーター」には、2020年6月23日現在で154件の感想が挙げられている。うち74件に本の帯についての言及があり、その大半が「帯に惹かれて読んだ」ことと「帯に書かれている内容ではない」という、帯に対しての第一印象を裏切られたことを示す内容となっている。
この小説の帯に書かれていたのは「読み終えて初めてわかるこのタイトルの本当の意味にあなたは必ず涙する！」であり、この書評は帯が期待をもたらしたことと、内容が帯に書かれていたことと違っていたことを示している。

## 書誌情報
「いつか海に行ったね」2001年11月10日初版発行 2001年10月26日発売 ISBN 4-396-32896-6